# Invasione di Sumatra
L'invasione di Sumatra è stata un'operazione militare, avvenuta durante la guerra del Pacifico, condotta dall'Esercito e dalla Marina imperiale giapponesi nella prima metà del 1942. L'isola, possedimento olandese, era debolmente difesa da pochi reparti, in quanto molte unità erano state ridislocate nell'isola di Giava: per cui vi furono pochi combattimenti, che videro uno dei rari lanci di truppe paracadutate da parte del Giappone.